# Braugenossenschaft
Eine Braugenossenschaft oder Brauereigenossenschaft ist eine Genossenschaft zum Zweck des Betriebs einer Brauerei bzw. der Herstellung von Bier und ähnlichen Getränken.

## Geschichte
In der Geschichte des Brauwesens sind im deutschsprachigen Raum verschiedene Organisationsformen bekannt, in denen (brauberechtigte) Privatpersonen Brauanlagen gemeinschaftlich nutzen. Dies stellte bereits seit dem Mittelalter einen Fortschritt zum bis dahin gewöhnlichen Hausbrauen dar. Es entstanden Synergieeffekte zugunsten der Effizienz des Brauen und der Qualität der Biere. Beispielhaft hierfür stehen die Kommunbrauhäuser, die seit dem 14. Jahrhundert entstanden und in der Oberpfalz die Zoigl-Braukultur begründet haben. Im 19. Jahrhundert geriet das gemeinschaftliche Brauwesen durch steigende Nachfrage und technische Neuerungen unter Druck (Kältetechnik, Eisenbahn). Die damit verbundenen Investitionen waren vielerorts nur durch neue Finanzierungsinstrumente und Rechtsformen zu bewältigen. Gewissermaßen als Gegenentwurf zum gemeinschaftlichen Brauen entstanden Aktienbrauereien. Zugleich entstanden neue, starke Formen von Braugemeinschaften – mit unterschiedlichen Bezeichnungen: Vereinsbrauereien, Bürgerbräu, Bürgerliches Brauhaus u. a.
Im 20. Jahrhundert wurden die gemeinschaftlichen Brauformen abgelöst – insbesondere durch Reprivatisierung und die Bildung von Konzernen.
Während der Genossenschaftsgedanke im Bereich der Weinherstellung in Form von Winzergenossenschaften Einzug gehalten hat, ist die Rechtsform der Genossenschaft im Brauwesen heute eher selten. Hier haben sich Genossenschaften eher entlang der Wertschöpfungskette etabliert. Insbesondere Raiffeisen-Unternehmen beliefern Landwirte im Bezugsgeschäft mit allen benötigten Produkten, von Sämereien über Dünge- und Pflanzenschutzmittel bis hin zum Hopfendraht. Im Absatzgeschäft erwerben sie von den Landwirten die Getreideernte und vermarkten diese u. a. an Mälzereien. Auch Hopfenbauern vermarkten ihre Ernte teilweise über Genossenschaften. Insbesondere in den neuen Bundesländern erfolgt auch die Landwirtschaft selbst durch Agrargenossenschaften.
Eine Wiederbelebung erlebt genossenschaftliches Brauen weltweit im Zuge der Craft-Beer-Bewegung seit den 1980er-Jahren. Vor allem ab 2010 kam es verstärkt zur Gründung kleiner lokaler Brauereigenossenschaften.